# Monhystera somereni
Monhystera somereni är en rundmaskart som beskrevs av Allgen 1952. Monhystera somereni ingår i släktet Monhystera och familjen Monhysteridae. Inga underarter finns listade i Catalogue of Life.